# Kilfenora
Kilfenora är en liten by i nordvästra delen av Clare i Irland. Man säger ofta att Kilfenora är hjärtat i Burren. Kilfenora har 169 invånare (2006).